# Белоскоков, Виктор Владимирович
Виктор Владимирович Белоскоков (род. 1956 года) — советский бегун на средние дистанции, мастер спорта СССР по лёгкой атлетике (Лесной, ФиС, СК «Факел»).

## Биография
Виктор Владимирович чемпион Советского Союза. Окончил Омский государственный институт физической культуры.
Тренер Н. С. Кандауров.
Виктор пришел к Николаю Степановичу в 1968 году. Потом по его настоятельной просьбе он был переведен в группу бегунов. ДЮСШ закончил в 1974 году перворазрядником (дистанция 400 метров).
В 1975 году Виктор Владимирович Белоскоков мастер спорта и студент Омского института физкультуры.
В 1976 году он был зачислен кандидатом в состав сборной команды страны для подготовки к Олимпийским играм в городе Москве.
В 1978 году на чемпионате СССР по лёгкой атлетике Виктор был шестым на дистанции 800 метров. Был включен в состав сборной эстафетной команды РСФСР 4×800 метров. В Упорной борьбе Российская команда выиграла у сборной Москвы. Виктор Владимирович Белоскоков — чемпион Советского Союза.